# Sandra Melhem
Sandra Melhem (en árabe: ساندرا ملحم‎) es una empresaria y activista por los derechos LGBT libanesa. Es la propietaria del club Projekt / Ego Beirut, un lugar popular para la comunidad LGBT. Melhem fundó Queer Relief Fund, una organización benéfica humanitaria, después de la explosión en Beirut de 2020. Recibió una mención especial por su compromiso humanitario en la ceremonia del Premio Internacional por los derechos LGBT celebrada en 2021 en París.

## Trabajo y activismo
En 2015, Melhem fundó el club Projekt/Ego Beirut al norte de la capital libanesa con cuatro amigos LGBT. Ni Melhem ni ninguno de los otros miembros fundadores tenían experiencia en la gestión de clubes. Sin embargo, se sintió alentada por una mayor apertura hacia las personas LGBT en el Líbano y la necesidad de un espacio de reunión seguro para la comunidad LGBT local y regional. El club se convirtió rápidamente en uno de los puntos de encuentro de fiestas LGBT más populares.
Melhem aboga por la igualdad y la inclusión LGBT, en particular para las personas transgénero. Presenta artistas homosexuales en sus lugares y eventos para crear conciencia pública y romper los conceptos erróneos y los estereotipos sociales que rodean a las personas y la cultura LGBT. Melhem fue uno de los primeros partidarios de la comunidad drag libanesa. Organizó —junto con las drag queens pioneras del Líbano Evita Kedavra y Anya Kneez— y presentó el primer show de drag de Beirut en 2015. Según Melhem, apoyar a los artistas drag y organizar espectáculos drag son una forma de protesta contra las normas sociales, y una invitación al público a explorar el arte y el entretenimiento queer. A Melhem se le atribuye la contribución al crecimiento del movimiento drag en Beirut; es anfitriona del Beirut Grand Ball, el evento drag anual más grande del Líbano. El club Projekt/EGO Beirut de Melhem, considerado el principal entre los espacios gay seguros de Beirut, allanó el camino para que creciera la escena drag local y para una apreciación más amplia del arte queer. Melhem también participa activamente en iniciativas que abordan las disparidades en el acceso a los recursos de atención médica y la gestión de la salud mental para los residentes LGBT del Líbano.
Sandra fundó «Queer Relief Fund», una organización benéfica humanitaria que ofrece asistencia financiera a personas queer marginadas afectadas por la explosión en Beirut de 2020. La explosión fue particularmente dañina para el barrio gay de Mar Mikhael, donde los beneficiarios recibieron ayuda con los honorarios médicos, los costos de reparación y reubicación del hogar y la gestión médica del VIH/SIDA.

## Reconocimientos
En 2021, la Asociación Médica Libanesa para la Salud Sexual (LebMASH) otorgó a Melhem el premio Líder en Equidad en Salud LGBT. En IDAHOT 2021, Melhem recibió una mención especial por su compromiso humanitario en la ceremonia del Premio Internacional por los derechos LGBT celebrada en París.

## Vida personal
Melhem es abiertamente gay. En una entrevista de 2018, Melhem habló sobre su experiencia de salida del armario y la describió como «bien aceptada».